# Prendi i soldi e scappa
Prendi i soldi e scappa (Take the Money and Run) è un film del 1969 scritto, diretto e interpretato da Woody Allen. Il film è un falso documentario che racconta la vita di Virgil Starkwell, un inetto rapinatore di banche.

## Trama
Tramite uno stile documentaristico, utilizzando filmati di repertorio e interviste, viene raccontata la storia dell'inetto e sfortunato Virgil Starkwell, entrato in una vita di criminalità in giovane età. Starkwell viene arrestato per aver tentato di rubare un sacchetto di soldi. Mandato in prigione, Virgil tenta di fuggire utilizzando una saponetta intagliata a forma di pistola, colorata con lucido da scarpe. Purtroppo per Virgil, fuori piove e la sua pistola si scolora e si scioglie. Starkwell riesce comunque a fuggire dal carcere, ma solo per caso: partecipando a un piano di evasione di massa, Virgil è infatti l'unico detenuto a non essere stato avvertito che il piano è stato annullato. Libero ma disoccupato, Virgil non trova modo per mantenere sé stesso e la sua famiglia. Alla fine viene nuovamente arrestato e inviato ai lavori forzati, dove viene denutrito e brutalmente punito.
Starkwell scappa di nuovo, ma viene catturato quando tenta di derubare un vecchio amico che si rivela essere diventato un poliziotto. Virgil viene condannato a 800 anni di reclusione, ma rimane ottimista sul fatto che "con la buona condotta, può ottenere la riduzione della pena perfino della metà". Nell'ultima scena, Starkwell viene mostrato mentre intaglia un pezzo di sapone, chiedendo all'intervistatore se fuori stia piovendo.

## Produzione
Originariamente Allen aveva richiesto la regia di Jerry Lewis, e solo dopo il rifiuto di quest'ultimo causa impegni decise di dirigere il film lui stesso. La decisione di Allen di diventare il proprio regista fu parzialmente influenzata dalle riprese caotiche e incontrollate di James Bond 007 - Casino Royale (1967), in cui era apparso. Allen inizialmente girò un finale cupo in cui veniva colpito a morte, ma il consulente Ralph Rosenblum lo convinse a sceglierne uno più allegro. Lo stile di continue battute quasi slapstick del film verrà ripreso in diverse pellicole successive, come Il dormiglione e Il dittatore dello stato libero di Bananas.
Allen discusse l'idea del falso documentario in un'intervista con Richard Schickel:
(Woody Allen)

## Accoglienza
Nel 2000 l'American Film Institute l'ha inserito al sessantaseiesimo posto della classifica delle migliori cento commedie statunitensi.